# Nhận dạng bạn thù

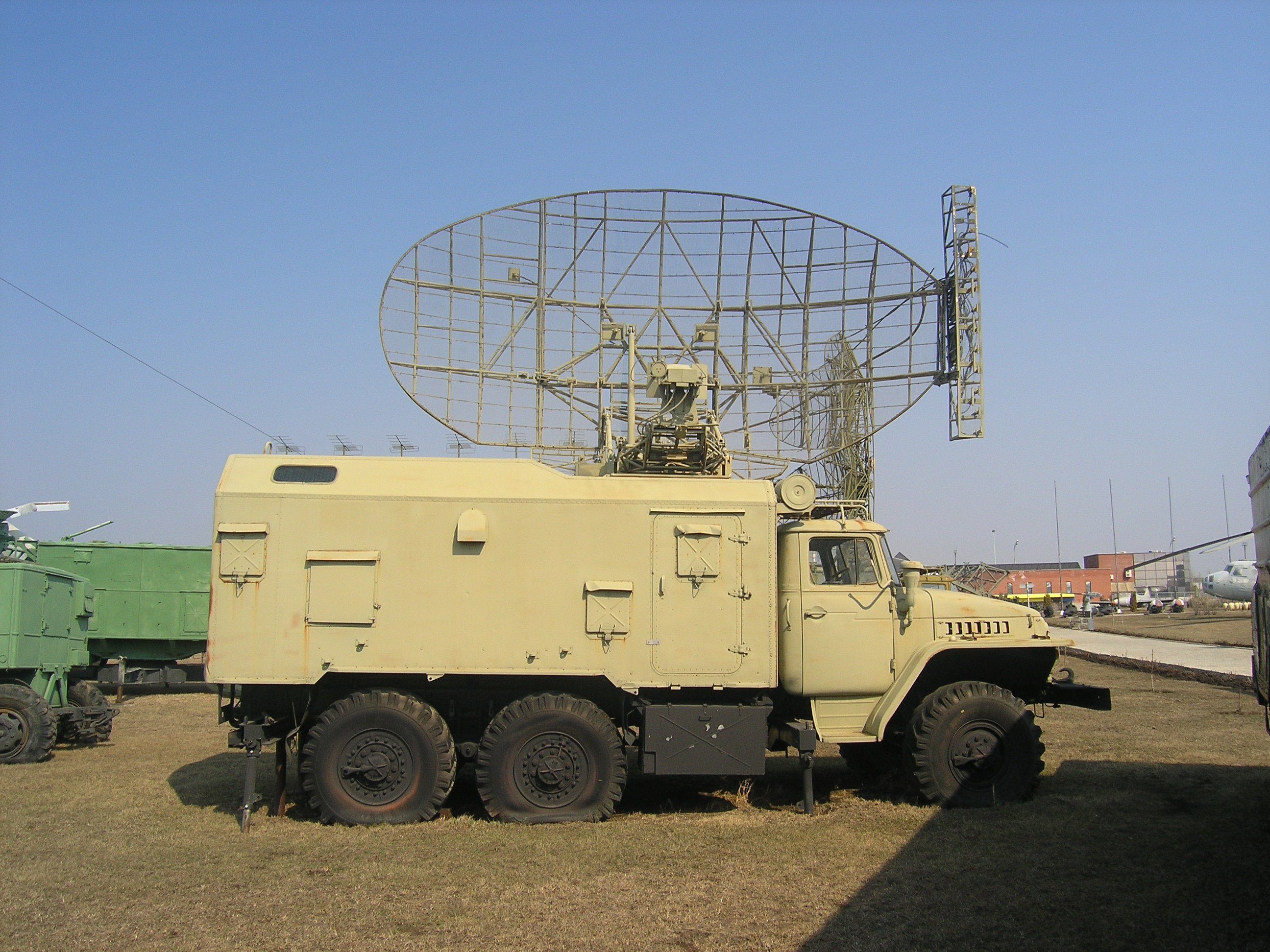
Trạm radio truy vấn mặt đât НРЗ-4 của Nga.

Nhận dạng bạn thù viết tắt là IFF (theo tiếng Anh: identification, friend or foe) hoặc nhận dạng quen lạ là hệ thống nhận dạng được thiết kế để chỉ huy và kiểm soát. Nó cho phép các hệ thống thẩm vấn quân sự và dân sự (như điều khiển không lưu) thực hiện xác định máy bay, phương tiện giao thông hoặc lực lượng hiện hữu là thân thiện hay không. Phần lớn máy truy vấn (interrogator) hoạt động thông qua radar xác định phương vị và khoảng cách của đối tượng, nên còn gọi là hệ thống nhận dạng qua radar.
IFF đã được sử dụng cho cả máy bay quân sự và dân sự, và đang được mở rộng sang các phương tiện mặt đất hoặc trên sông biển. Mặc dù có tên như vậy nhưng IFF chỉ có thể xác định mục tiêu là thân thiện đã trả lời đúng mã xác thực truy vấn-phản hồi, không phải là kẻ thù .

## Lịch sử
Khi triển khai thành công các hệ thống radar phòng không trong Chiến tranh thế giới 2, các chiến binh ngay lập tức phải đối mặt với sự khó phân biệt các máy bay thân thiện với các máy bay địch. Lúc đó máy bay đã bay với tốc độ và độ cao lớn, làm cho việc nhận dạng hình ảnh trở nên không thể thực hiện được, và các mục tiêu xuất hiện như những vết xước trên màn hình radar. Điều này dẫn đến những sự cố như "trận đánh Barking Creek" ở Anh , hay cuộc "không kích pháo đài Koepenick" ở nước Đức .
Thiết bị IFF đầu tiên khi đó được phát triển ở Anh, để phân biệt máy bay Anh với Đức trong các trận hỗn chiến. Hệ thống tối mật này có tên mã là Parrot (Con vẹt). Trong chiến đấu lệnh yêu cầu phi công bật thiết bị là "Squawk your parrot" (Hãy cho con vẹt của bạn hét lên), và thiết bị này trả lời theo cách thức xác định cho radar quan sát. Ngày nay từ "Squawk" vẫn còn dùng trong truy vấn hàng không qua máy trả lời tự động (transponder) .
Phiên bản IFF đầu tiên do Robert Watson-Watt đưa ra năm 1935 và thử nghiệm thực địa năm 1938, dùng antenna lưỡng cực cộng hưởng với sóng radar của RAF (Royal Air Force) để làm tăng cường tín hiệu phản xạ, và một mô tơ làm đóng mở công tắc đoản mạch lưỡng cực để tín hiệu phản xạ lúc mạnh lúc yếu. Phi công bật mô tơ khi có lệnh "Squawk". Tuy nhiên hệ thống có độ tin cậy thấp, và sớm thay thế bằng transponder phát sóng, gọi là hệ thống "dò hướng ở tần cao" viết tắt là HF/DF (High-frequency direction finding).